# Heribert Svetel
Heribert Svetel, slovenski skladatelj in dirigent, * 18. februar 1895, Ljubljana, † 9. december 1962, Maribor.

## Življenje
Heri(bert) Svetel se je rodil trgovcu Francu Hirschmannu in Mariji, rojeni Svetel.
Nekaj dni pred Svetelovo polnoletnostjo je družina prevzela materin priimek Svetel.
Njegova mlajša sestra Soša Jakša je bila slovenska nutricionistka.
Osnovno šolo je obiskoval med leti 1901–05, II. državno gimnazijo v Ljubljani je obiskoval med leti 1905–11, 
šolsko leto 1911–12 pa v Št. Pavlu na Koroškem (pri benediktincih), 8. razred pa zopet v Ljubljani (I. drž. gimnazija), kjer je 1913 maturiral.
Glasbe se je učil od 8. leta starosti na šoli Glasbene Matice, pozneje, ko je šolo zapustil, pa zasebno.
Po maturi je v letih 1913–15 študiral pravo na češki univerzi v Pragi, 1915 je bil mobiliziran in od 1916 (po Svetelovi izjavi iz leta 1922; po potrdilu voj. urada v Lj. od nov. 1918) do marca 1920 v italijanskem vojnem ujetništvu. 
Po vrnitvi domov je nadaljeval pravne študije na Univerzi v Ljubljani
.
Najprej se je zaposlil kot uradnik, vodil pa je pevsko društvo Slavec. Od leta 1926 je bil zborovodja železničarskega društva Sloga.
V letih od 1924 do 1931 je bil korepetitor in pomožni dirigent v ljubljanski Operi.
Po drugi svetovni vojni je bil dirigent mariborske Opere, kjer je naštudiral vrsto opernih in baletnih del.
V Mariboru je poučeval tudi na Srednji glasbeni šoli.
Njegova hčerka je Alenka Svetel, slovenska igralka in alpinistka.

## Delo
- komična opera v treh dejanjih Višnjani,
- kantata Legenda o Mariji in pastirici Uršiki,
- simfonični pesnitvi Slovenske gorice in Talec,
- suita za godalni orkester in klavir,
- koncert za klavir in godalni orkester,
- koncertino za klavir in mali orkester,
- samospevi,
- zborovske skladbe,
- scenska glasba za gledališke igre ...